# Determinisme (filosofie)
Determinisme is een filosofisch concept dat stelt dat elke gebeurtenis of stand van zaken niet zomaar willekeurig is, maar een oorzaak heeft. Die oorzaak kan in het verleden liggen, in dat geval is het causaal determinisme. Het kan ook juist in de toekomst liggen, in dat geval is het teleologisch determinisme. Het causaal determinisme veronderstelt dat de toestand van het heden veroorzaakt is door eerdere gebeurtenissen volgens de causale wetten die de wereld regelen en beheersen. Binnen het causaal determinisme zijn er echter veel verschillende standpunten in te nemen.
Bij het teleologisch determinisme wordt verondersteld dat gebeurtenissen zich afspelen met een bepaald doel, dat bepaald wordt door hogere (goddelijke) machten, volgens een bepaald goddelijk plan.
Betrokken op het lot van de mens sluit een radicale interpretatie (het harde determinisme) in feite de menselijke vrije wil uit, omdat heden en verleden vastliggen ofwel in causale wetten, ofwel vanwege voorbeschikking (predestinatie).
Volgens het absoluut determinisme volgt een situatie in het heelal onontkoombaar uit de vorige situatie. Hieruit zou de conclusie kunnen worden getrokken dat de vrije wil van de mens niet bestaat, omdat beslissingen enkel op één manier genomen zouden kunnen worden. Bij die beslissingen spelen ideeën en gevoelens van de mens een rol, maar ook die moeten een logisch gevolg zijn van een vorige situatie.
De tegenhanger van het determinisme is het indeterminisme.

## Causaal determinisme
Een deterministische theorie is een wetenschappelijke theorie volgens welke in een gegeven situatie slechts één enkele toekomstige toestand gerealiseerd kan worden, afhankelijk van het tijdstip en de specifieke omstandigheden. Voorbeelden van dergelijke theorieën zijn de wetten van Maxwell en Einsteins relativiteitstheorie.

### Demon van Laplace
De navolgende omschrijving van het begrip determinisme is afkomstig van de Fransman Pierre-Simon Laplace, die (uitgaande van de Newtoniaanse mechanica) het universum als geheel deterministisch beschouwde:
Een intelligentie, die, op een zeker moment, alle krachten die in de natuur werken, en de toestanden van alle elementen, waaruit deze is opgebouwd, zou kennen, zou, als ze overigens groot genoeg was om al deze gegevens te kunnen analyseren, in een enkele formule de beweging van de grootste lichamen in het heelal en die van het kleinste atoom beschrijven: niets zou hiervoor onzeker zijn, en de toekomst, net zoals het verleden, zou tegenwoordig zijn in haar ogen. De menselijke geest, die de sterrenkunde zo volmaakt heeft leren beschrijven, vormt een flauwe afspiegeling van zo'n intelligentie.
Als we zijn redenering volgen zegt hij dus het volgende:
1. de huidige toestand van het universum is een gevolg van een vorige toestand
2. de huidige toestand is dan weer een oorzaak van de toestand die daarop volgt
3. stel nu dat een intelligent wezen (geest) op gelijk welk ogenblik een precies inzicht zou hebben in de krachten van de natuur die hierbij aan het werk zijn... dan zou het zowel de toekomst als het verleden van om het even welke entiteit kennen.

Dit intelligent wezen wordt in de filosofie de demon van Laplace genoemd.

### Absoluut determinisme
Afgezien van die demon is er een andere manier om het determinisme te benaderen. Veronderstel dat de oerknal (oerknal 1) zich elders (in de ruimte of in de tijd) opnieuw zou voordoen op identieke wijze (oerknal 2) ... dan zou op het tijdstip 
oerknal 2 + ('nu' - oerknal 1)
het heelal 2 volledig identiek zijn met het heelal 1. Bij uitbreiding geeft dat:
heelal X op tijdstip (oerknal X + q tijdseenheden) =
heelal Y op tijdstip (oerknal Y + q tijdseenheden)
voor alle waarden van X, Y en q.
Dat betekent dat de evolutie van het heelal zou kunnen worden uitgedrukt in een metafoor die zegt: het heelal heeft een afgeleide die zoals bij een curve de richtingscoëfficiënt van de raaklijn aan de curve in elk punt aangeeft en derhalve de curve determineert. Vervang de curve door het heelal en het punt door een infinitesimale tijdseenheid en de metafoor is rond.
In een dergelijke context is het begrip toeval uitgesloten en is er een causale relatie tussen de situatie van het heelal op een bepaald ogenblik en op - letterlijk - het ogenblik daarna. Of:
heelal X op tijdstip (oerknal X + q tijdseenheden) =
f (heelal X op tijdstip (oerknal X + q - d.q) tijdseenheden)
Een formule die in principe verleden, heden en toekomst vastlegt en meteen ook 'opheft' overeenkomstig onder meer de relativiteitstheorie van Albert Einstein en het geloof van de fysici in de omkeerbaarheid van de verschijnselen en dus van de tijd. 
Een en ander pleit tegen deze deterministische opvatting. Niet het minst het gevoel dat tijd onomkeerbaar is en dat we weinig of niets met zekerheid weten met betrekking tot de toekomst. Geen enkele natuurkundige wet is onomkeerbaarder dan de tweede wet van de thermodynamica: de entropiewet - in een gesloten systeem overgelaten aan zichzelf neemt de wanorde toe. Ludwig Boltzmann introduceert in zijn benadering van de entropiewet bovendien een waarschijnlijkheidsbegrip wat in elk geval een non-deterministisch element is. 
In een open systeem manifesteert die chaos zich, aldus Ilya Prigogine, door een toenemende vorm van complexiteit: uit de chaos ontstaat een nieuwe, hogere orde. Dat is een evolutionair principe waarin er ruimte is voor toeval. De ontwikkeling van de chaostheorie heeft aangetoond dat indien interacties niet-lineair zijn, er inderdaad systemen bestaan waarvan de voorspelbaarheid naar de toekomst toe beperkt is. Willekeurig kleine verschillen in de huidige toestand kunnen dankzij niet-lineaire wisselwerkingen namelijk uitgroeien tot volledig verschillende toekomstige uitkomsten. Een chaotisch systeem kan dus op korte termijn nog deterministische eigenschappen hebben, maar op langere termijn meer op toeval lijken. Dat wil niet zeggen dat er geen sprake is van determinisme, maar van een beperking in de hoeveelheid informatie die verwerkt kan worden en de nauwkeurigheid daarvan.
Het absoluut determinisme faalt om twee redenen:
1. In de opvatting van Laplace is er geen plaats voor toeval, omdat die louter wordt veroorzaakt door een gebrek aan kennis. Een "alwetende" zou hier geen probleem mee hebben. De kwantummechanica stelt echter dat er in sommige gevallen, bijv. de Onzekerheidsrelatie van Heisenberg, of het tijdstip van verval van een radioactief atoom, sprake is van een fundamentele onzekerheid die niet wordt veroorzaakt door een gebrek aan kennis en derhalve toeval genereert.
2. Toevallige wisselwerkingen tussen entiteiten kunnen tot gevolg hebben dat er nieuwe, emergente verschijnselen of entiteiten ontstaan wier eigenschappen die niet zijn te herleiden uit eigenschappen van hun oorspronkelijke entiteiten. Zo zijn de eigenschappen van een atoom niet te herleiden tot eigenschappen van de atoomkern en eigenschappen van elektronen alléén: er is een nieuwe theorie – Atoommodel van Bohr, het eerste grote succes van de kwantummechanica – nodig om dit emergente verschijnsel te kunnen verklaren. In de loop der tijd ontstaan er telkens nieuwe emergente verschijnselen ( en navenant ook nieuwe natuurwetten) met eigenschappen die niet zijn terug te voeren op eigenschappen van hun samenstellende onderdelen.
3. Samenvattend kun je stellen dat op microschaal het determinisme overheerst (alhoewel zelfs daar het toeval een belangrijke rol speelt), maar op macroschaal zeker niet: de toekomst is grotendeels onvoorspelbaar.

## Religieus determinisme
Het idee dat de toekomst op de een of andere manier deterministisch vastligt (zie Teleologie) is wijdverbreid over vele godsdiensten en in het volksgeloof. Het verwerven van kennis over die toekomst was en is een belangrijk werkgebied voor toekomstvoorspellers (waarzeggers, kaartleggers, astrologen, profeten, etc.), evenals het raadplegen van bronnen zoals orakels, voorouders en heilige teksten. De abrahamitische religies (jodendom, christendom, islam) leunen sterk op het geloof dat de toekomst in Gods handen ligt, terwijl in de dharmatische godsdiensten (hindoeïsme, boeddhisme) de opvatting heerst dat het totaal aan goede en slechte daden in iemands huidige leven (het persoonlijke karma) het toekomstige leven na de wedergeboorte bepaalt.
Het geloof dat de toekomst geheel door Gods wil bepaald wordt (en de mens daar geen invloed op heeft) vindt zijn weerslag in de predestinatieleer, die in Nederland vooral in de  Gereformeerde Kerk (met name de Bevindelijk gereformeerden) wordt beleden.

Tegen het eind van de 19e eeuw en tot een heel stuk in de 20e eeuw woedde de strijd tussen de deterministen en de verdedigers van de vrije wil (een strijdpunt van de meeste theïstische religies - vooral echter van het katholicisme) in alle hevigheid.

Het Creationisme is een teleologische stroming die ervan uitgaat dat aan de Evolutie een goddelijk plan ten grondslag ligt. Wetenschappelijk onderzoek (zie bv.Dawkins) toont echter aan dat de schijnbare doelgerichtheid van de evolutie wordt veroorzaakt doordat bij mutaties in de genen de fenotypen die er het best in slagen de strijd om het bestaan te overleven door ons als het meest doeltreffend worden beoordeeld. 

## Sociaal determinisme
Volgens het sociaal determinisme bepaalt de sociale omgeving van een individu volledig zijn visies en ideeën, en daarom zijn handelen. Alles waarop een mens zijn beslissingen kan baseren, is ingegeven door zijn omgeving: welke kennis hij heeft, en wat goed, slecht, vies of mooi is. Als zodanig bepaalt de sociale omgeving het handelen van individuen. Individueel, menselijk gedrag is het resultaat van ideeën uit de omgeving en de gedragingen van anderen. 
Een vakgebied als de speltheorie heeft het sociaal determinisme als filosofische basis. In dit vakgebied wordt met behulp van de fenomenen dominante strategie en Nash-evenwicht individueel gedrag voorspeld. Een gevolg van deze voorspellende capaciteit is dat het gedrag ook ontworpen kan worden. Dit wordt onder andere gedaan in de vakgebieden mechanism design en gedragseconomie. Nudging is hier een voorbeeld van. Hoewel deze vakgebieden vrij jong zijn, zijn er de laatste twintig jaar tal van Nobelprijzen toegekend. 
Een vraag die bij sociaal determinisme opkomt, luidt of iemand verantwoordelijk kan worden gehouden voor een (mis)daad, als deze onontkoombaar volgt uit (gedetermineerd is door) zijn sociale omgeving. Hoe moet iemand verantwoordelijk worden gehouden voor het volgen of het schenden van een sociale afspraak? Deze vraag is relevant bijvoorbeeld in, en na een oorlog. Zo kan tijdens een oorlog een soldaat weigeren de tegenstander doden en kan de weigering als desertie worden gezien. Na de oorlog kan het echter juist als moord worden beschouwd. Hoewel de handeling dezelfde is, bepaalt de sociale situatie wat goed of fout is. In het sociaal determinisme is de vrije wil van het individu volledig ingekaderd door de sociale omgeving.
Individueel gedrag is afhankelijk van de (spel)situatie waarin het individu zich bevindt, én van de beslissingen van anderen. Deze anderen belonen of veroordelen de handelingen van een individu. Elk individu maakt als gevolg hiervan een inschatting van de (toekomstige) gevolgen van zijn handelen: hij weet dat er een kans op een beloning of straf is. Vervolgens neemt het individu, afgaand op zijn sociale omgeving, een beslissing.

## Natuurlijk determinisme
Het naturalisme gaat ervan uit dat het causaal determinisme een inherente eigenschap van de natuur is.

## Historisch determinisme
Het historisch determinisme is een deterministische leer, die stelt dat het verloop van de geschiedenis bepaald wordt door voorafgaande gebeurtenissen en daarbij een te voorspellen koers zal volgen. De vraag die hierop aansluit is of van de geschiedenis geleerd kan worden. Verondersteld wordt dan dat een soortgelijke situatie in het verleden een voorspellende kracht heeft met betrekking tot de analoge situatie in het heden. Het feit dat situaties in heden en verleden nooit precies gelijk zijn, samen met het besef dat toevallige omstandigheden een grote rol spelen, leidt tot het besef dat de geschiedenis zich nooit herhaalt.

## Determinisme in de literatuur

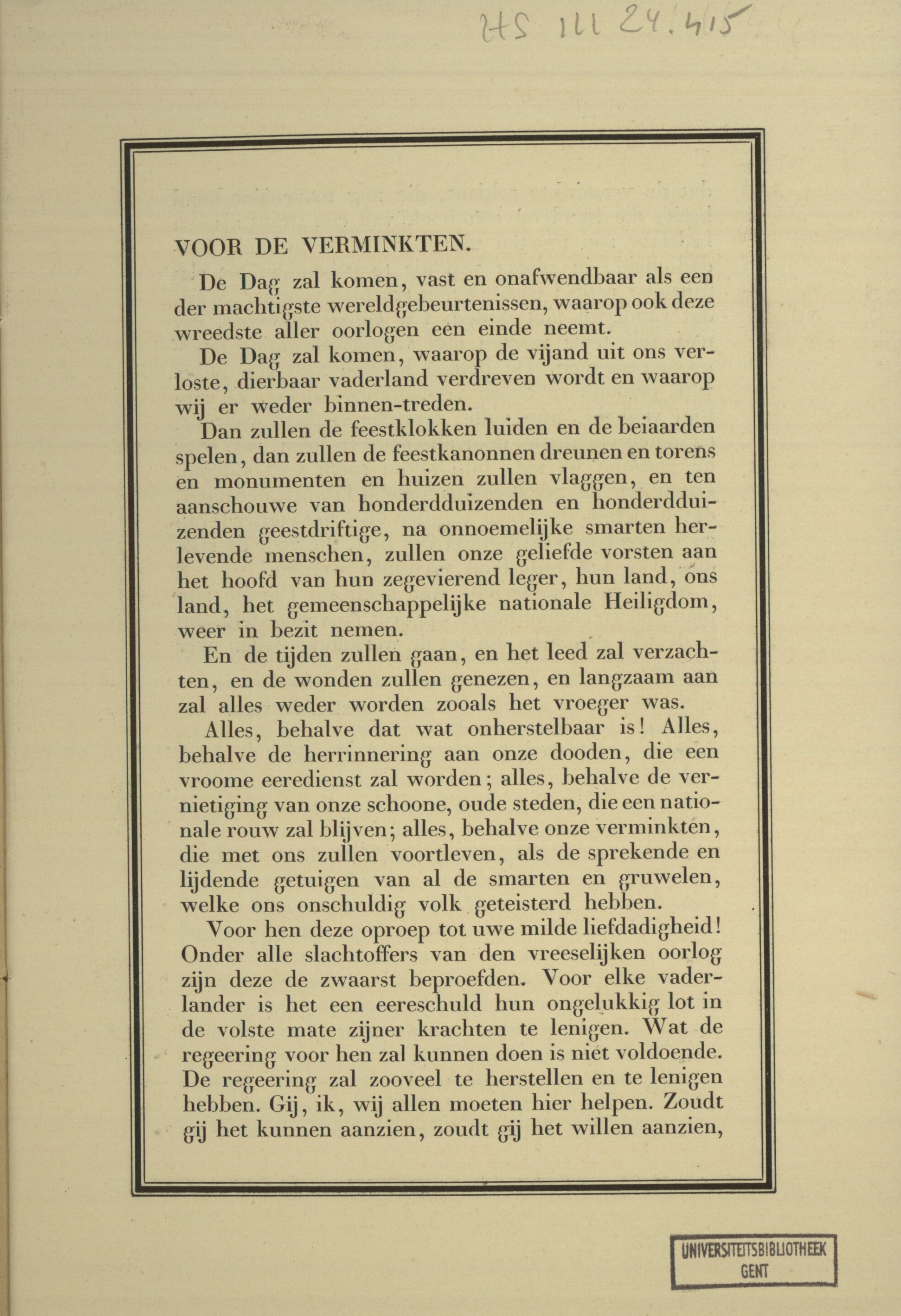
Fragment uit het deterministisch boek "Voor de verminkten". Geschreven door Cyriel Buysse in het begin van de 20ste eeuw.[https://lib.ugent.be/viewer/archive.ugent.be%3AD00FDA78-C0F1-11E1-A2B2-8B8EAAF23FF7#?c=&m=&s=&cv=1&xywh=-596%2C-83%2C6023%2C3551

Voor de literatuur speelde het determinisme een belangrijke rol in het naturalisme; in Frankrijk bij onder meer Emile Zola en de gebroeders De Goncourt, in Nederland bij onder meer Jan ten Brink, Arij Prins, Frans Netscher en Marcellus Emants, en in Vlaanderen bij onder anderen Cyriel Buysse en Stijn Streuvels. Omdat de mens zijn milieu nauwelijks en zijn erfelijke factoren niet kan beïnvloeden, leidde het determinisme bij veel naturalistische auteurs uiteindelijk, mede onder invloed van het daaruit voortvloeiende pessimisme tijdens het fin de siècle, tot fatalisme, zoals in Louis Couperus' Noodlot (1890).